# Istrski topo
 Istrski topo (pogosto imenovan tudi batel, batjel) je istrska različica  tradicionalnega lesenega plovila, namenjenega predvsem obrtniškemu ribolovu z mrežami, razširjenega ob obalah Istre in v Kvarnerju.

### Izvor
Najbolj znani tradicionalni plovili ob istrski obali sta bila med čolni poleg batane zagotovo topo in bragoc. Njun izvor je verjetno iz okolice Benetk in Chiogge, v rabi pa sta bila tudi med slovenskimi ribiči v Križu pri Trstu in okolici, kjer so tovrstna plovila imenovali »top«, za razliko v Istri uveljavljenega imena »topo«.

## Zgodovina
Gre za povečano in izboljšano različico batani sorodnega plovila, ki je podobno bragocu in tartani. 
Pravo, obrtniško ribištvo se namreč z malimi batanami, namenjenimi predvsem individualnemu ribolovu in plovbi po plitvinah, ni moglo izvajati. Potrebno je bilo večje in močnejše plovilo, ki je moralo prav tako imeti plitev ugrez in omogočati tako ribolov z mrežami v laguni ali dlje na odprtem morju. Seveda se obrtniški ribolov ni več izvajal s trnki, temveč z mrežami, zato so tudi plovila morala biti konstruirana na način, ki je omogočal delo z njimi.
Pred okoli 50 leti je iz mandračev izginil zadnji istrski topo in strokovnjaki za tradicionalno ladijsko dediščino danes ocenjujejo, da so se od originalnega istrskega topa ohranili zgolj leseni ostanki zadnjega od njih, ki so na ogled v zbirki tradicionalnega ladjedelstva Pomorskega muzeja Sergej Mašera Piran, v nekdanjem skladišču soli Monfort v Portorožu.

## Istrski topo
Istrski topo je bil eno  manjših in za gradnjo enostavnejših lesenih ribiških plovil, s katerimi so  ribiči lahko lovili v zaprtih zalivih, v lagunah in tudi na odprtem morju.
Topo so izdelovali tudi v škverih v Kopru,  Piranu in Izoli. Z velikimi topi so se lahko ribiči odpravljali na ribolov na večje razdalje in so ostajali na morju tudi nekaj dni.
Majhne razlike med topom, večjo batano in bragocem se odražajo v čvrstosti konstrukcije in velikosti notranjih  konstrukcijskih delov in oplate.   
Na starih razglednicah Kopra, Izole in Pirana pogosto prepoznamo tipično silhueto istrskega topa med ribarjenjem ob obali ali pa na privezu v enem od mandračev. Plovilo je bilo zelo priljubljeno tudi zato, ker je lahko z npr. sedemmetrskim topom zlahka jadral ali veslal en sam ribič. Topo je bil namreč opremljen z trapezastim oglavnim jadrom (véla al térco), pogosto pa še z dodatnim sprednjim jadrom, imenovanim tudi flok. V brezvetrju (bonaci) so pluli s pomočjo dolgih vesel, ki so bila uprta v umetelno izrezljane lesene naslone, v lokalnem govoru imenovane forkole oz. forcole, v drugih delih Istre in v Kvarnerju pa forkular in forcular. Veslači so veslali obrnjeni v smeri vožnje, na način, imenovan »alla veneziana«.
Istrska obala s svojimi zalivi ne ponuja tako varnih in pred slabim vremenom zaščitenih območij, kot so na primer s kanali povezane lagune med Chioggio, Benetkami in Gradežem. V primerjavi z beneškim ali čožotskim topom (topo chioggiotto) je morala biti istrska različica zgrajena trdneje. Večje tope so v Istri uporabljali kot samostojna ribiška plovila, s katerimi so ribolov izvajali posamezno ali v parih.

## Značilnosti
Istrski topo so izdelovali v različnih dolžinah, od 8 do 12 metrov, s celotno palubo, s palubo zgolj na premcu in na krmi, redkeje pa povsem brez palube.   
Osnovna konstrukcijska zasnova topa je preprosta. Premec in krma sta izdelana bolj trdno, medtem ko je sredinski del enostaven za gradnjo. Rebra so v srednjem delu plovila preprosta in niso masivno izdelana, vendar je trdnost tam zagotavljalo večje število reber, ki jih med seboj povezuje v simetrali plovila vgrajen vzdolžni (v pomorskem žargonu) »paramezal«, nosilni in vezni element, nanj pa se v ta namen predviden izrez naslanja tudi peta jamborja. K trdnosti so še dodatno prispevala kotna ojačena vpetja reber v dno in palubne ojačitve plovila.
Za vse različice topa je bilo značilno dokaj veliko krmilo, zaradi plovbe po plitvinah pa so imeli mali ugrez, ravno dno, brez kobilice.
Topo je imel enega ali dva jamborja, z jadri površine do 40 m2. V koliko je imel topo dva jamborja, je bil jambor na premcu zelo spredaj in jadro na njem je bilo dokaj manjše od glavnega.
Jadra topov (pa tudi bragocev) so ribiške družine barvale z morskimi spužvami in velikimi čopiči, predvsem z naravnimi barvili, dobljenimi iz raznega lubja, prsti in drugih naravnih materialov. Jadra je bilo treba kar pogosto barvati in s tem zaščititi, saj so zaradi sonca, vetra in morske vode dokaj hitro bledela. Živobarvni vzorci na jadrih so omogočali prepoznavo in razločevanje tudi na večje razdalje.

### Načrti
- Simič, Slobodan: Načrti tradicionalnih lesenih plovil Istre za samogradnjo: Topo (COBISS)